# Tyto sororcula
Молуккская сипуха, или  Малая масковая сипуха, или  Сипуха малая масковая (лат. Tyto sororcula) — хищная птица семейства сипуховых; является эндемиком ряда островов Моллукского архипелага. Этих птиц до сих пор никто не встретил в природе, научное описание было сделано по трём шкуркам, найденным на архипелаге Танимбар и острове Буру.

## Описание

### Внешний вид
Длина тела достигает 29—31 см; длина крыла — 227—251 мм.
Средних размеров сова рода Tyto без «ушек»-пучков. Данных о половом диморфизме недостаёт, но известно, что крылья самок заметно длиннее крыльев самцов.
Лицевой диск бледно-коричневый, с тонким коричневым ободком и коричневыми пятнами вокруг чёрно-карих глаз. Клюв сливочно-жёлтого цвета. Верхняя сторона тела серо-коричневая, в белых пятнах с чёрной каёмкой. Ноги оперены, белого цвета, с серо-жёлтыми пальцами и тёмными когтями.

### Подвиды
Современные орнитологи выделяют три подвида Tyto sororcula:
| Подвид                              | Распространение  |
| ----------------------------------- | ---------------- |
| T. s. sororcula (Sclater, PL, 1883) | Острова Танимбар |
| T. s. cayelii (Hartert, 1900)       | остров Буру      |
| T. s. almae (Jønsson et al, 2013)   | остров Серам     |

### Голос
Сова за две секунды издаёт три коротких резких свиста либо три-четыре крика, более длительных и высоких.

## Места обитания
Образ жизни этих птиц не исследован, но скорее всего мало отличается от других сипух. Предполагается, что местом обитания Tyto sororcula являются в основном леса и низменности.